# Městský ostrov
Městský ostrov (deutsch Stadtinsel), älter Střelecký ostrov (Schützinsel), ist eine Flussinsel der Otava in Písek, Tschechien.

## Lage
Die Insel liegt einen halben Kilometer südwestlich des Stadtzentrums – zwischen der Šrámek-Brücke (Šrámkův most) der Staatsstraße I/20 und dem Wehr unter der Stadtmauer (Podskalský jez) – am Flusskilometer 26 in der Flussmitte und wird der Prager Vorstadt zugerechnet. Über eine Brücke ist sie von beiden Ufern fußläufig erreichbar.
Am nördlichen Ufer liegen das Zimní stadion (Winterstadion) und der Pietätspark der hl. Dreifaltigkeit. Südöstlich – am rechten Ufer – mündet hinter dem Hallenschwimmstadion der Bach Mehelnický potok in die Otava.
Auf der parkähnlichen Insel befinden sich ein Ausflugsrestaurant mit Freisitz und Fremdenzimmer sowie ein Spielplatz und eine Minigolfanlage.

## Geschichte
Die Insel entstand durch Schwemmsandablagerung bei der Mündung des Mehelnický potok vor einer Flussbiege und befand sich lange Zeit in Privatbesitz.
Nachdem zu Beginn des 18. Jahrhunderts auf Initiative des königlichen Richters Johann du Chardon in Písek ein Städtisches Freiwilligen-Militärkorps der Scharfschützen gebildet worden war, nutzten dessen Mitglieder die Insel für ihre Schießübungen. Das Scharfschützenkorps bestand jedoch nicht lange. Zum Ende des Jahrhunderts bestanden Pläne zu dessen Neugründung. Da die vorgesehene Anlegung eines Schießplatzes auf dem Gelände zwischen der Prager Vorstadt und dem Bürgerspital St. Elisabeth aus Sicherheitsgründen nicht genehmigungsfähig war, nutzten die Interessenten die Insel für ihr Training. Im Jahre 1782 verkaufte František Aleš die Insel an J. Aleš. Später gehörte sie den Besitzern der Podskalský-Mühle.
Als zu Beginn des 19. Jahrhunderts das Scharfschützenkorps aufgestellt worden war, erhielt es auch die Genehmigung für eine Schießstatt auf der Insel, die ihnen der Müller Vojtěch Honsa zur Nutzung überlassen hatte. Mit Unterstützung der Stadt errichteten die Schützen 1814 eine überdachte Laube als Schießstand. Wenig später entstand noch eine Kegelbahn und 1816 ein hölzernes Schankhaus mit Tanzsaal im Parterre, einem Vereinszimmer der Schützen im Obergeschoss sowie einem Garten mit Freisitz für die Gäste. Um 1820 war die Insel vom linken Ufer hinter dem Stadtfriedhof über einen hölzernen Steg erreichbar. Später wurde auch ein weiterer Steg vom rechten Ufer errichtet, so dass die Überfuhren von der Stadtseite entfielen. Im Winter mussten beide Stege abgebaut werden, damit sie beim Frühjahrshochwasser nach der Schneeschmelze nicht fortgerissen wurden. Im Jahre 1832 entstand auf der Schützeninsel eine Heilbadeanstalt (koupací lázně), die als Prävention gegen die seinerzeit grassierende Cholera empfohlen wurde. Weil die durchweg hölzernen Bauten dem feuchten Klima der Flussinsel ausgesetzt waren und ihre Instandhaltung unterblieb, machte sich ihr zunehmender Verfall bemerkbar. Sommer erwähnte die Schießstatt mit einem Gasthaus (Restauration) noch in seiner 1840 erschienenen Beschreibung des Prachiner Kreises, jedoch musste das Schankhaus bereits 1838 abgerissen werden.
In den 1840er Jahren wurde auf der Insel eine hölzerne Arena als Freilichtbühne für Theateraufführungen angelegt. Für Josef Kajetán Tyl, der vom 20. Mai bis 4. Juli 1852 mit der Theatergruppe von Josef Kullas auf der Schützeninsel gastierte, endete das Gastspiel in Pisek mit einem Verlust von ca. 200 Gulden. Wegen des schlechten Wetters ließ er an der oberen Spitze der Insel eine überdachte Bühne für die Künstler errichten, die offenen Zuschauerbänke führten jedoch zu geringem Interesse an seinen Aufführungen.
Nachdem in den Folgejahren das gesellschaftliche Leben auf der Insel zum Erliegen gekommen war und die Scharfschützen Unterstützung von der Stadt für den von ihnen vernachlässigten Schießstand erwarteten, beschloss die Stadt 1858 den Erwerb der Insel, um dort neben dem wiederaufzubauenden Schießstand ein Gasthaus mit großem Saal zu errichten. Dazu wurde mit dem Schützenkommandanten Pomp eine Vereinbarung über eine Kostenbeteiligung der Schützen, den ausschließlichen Schank von Píseker Bier sowie die Erlaubnis zur Errichtung eines Badehauses und Flussschwimmbades getroffen. Nach 18-jährigen Verhandlungen willigte 1876 schließlich auch der Müller Karel Honsa in den Verkauf der Insel ein. Die Stadt ließ die Ufer mit Mauerwerk befestigen und der Westspitze einen Eisbrecher vorbauen. Das wenig später eröffnete öffentliche Schwimmbad war das erste in Písek, das zwei getrennte Abteilungen für Männer und Frauen hatte. Im Laufe der Zeit wurde das Schwimmbad mehrfach durch Hochwasser beschädigt. Der 1876 gegründete Eislaufklub Písek betrieb im Winter in der Nähe der Insel eine Eisbahn. Am 4. Mai 1890 wurde ein Restaurant in Fachwerkbauweise eröffnet. Im Jahre 1929 entstand anstelle der hölzernen Stege eine eiserne Fußgängerbrücke mit Betonpfeilern. Beim Hochwasser von 1932 wurde das gesamte Flussschwimmbad bis zu den Pfeilern der Steinernen Brücke fortgespült. Erneute Beschädigungen des Schwimmbades erfolgten im März 1940 durch einen Eisstau an der Steinernen Brücke, der den Flusspegel an der Stadtinsel um drei Meter ansteigen ließ.
Weitere Schäden hinterließ das Hochwasser von 1954. Zu dieser Zeit war jedoch bereits das Ende der Nutzung der Flussinsel als Ort der Erholung absehbar. Wegen der Verunreinigung der Otava durch die Abwässer der Textilwerke Jitex musste das Flussschwimmbad noch in den 1950er Jahren geschlossen werden. Zur selben Zeit schloss auch das Restaurant und verfiel danach. Das ehemalige Restaurantgebäude brannte in den 1980er Jahren aus. 1996 erfolgte sein originalgetreuer Wiederaufbau. Nach dem Jahrhunderthochwasser von 2002 wurde das überflutete Restaurant schnell wiederhergestellt.

## Fußgängerbrücke und Vorgänger

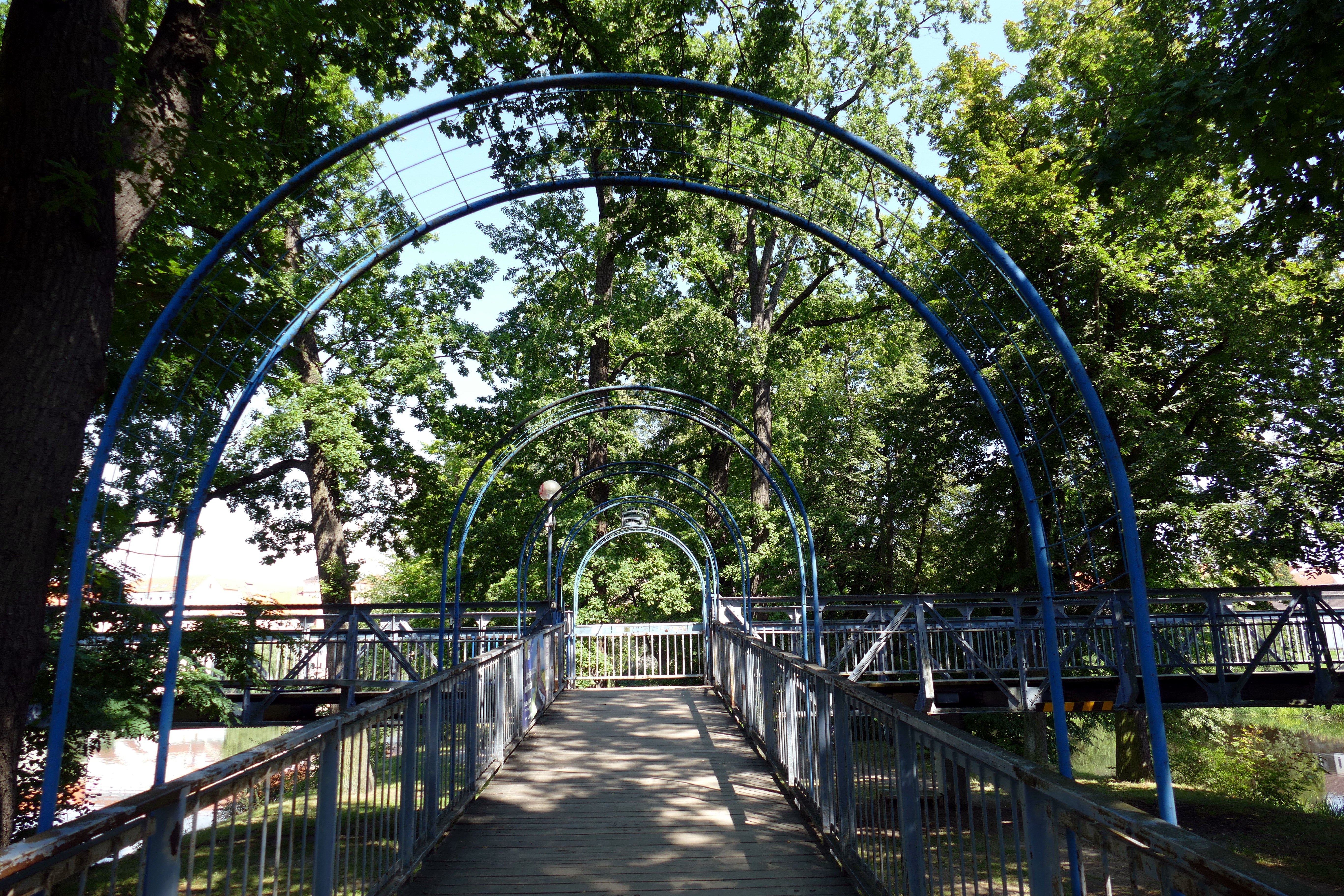
Mittelteil der Fußgängerbrücke

Die seit den 1820er Jahren von beiden Ufern zur Insel führenden Holzstege waren stark hochwassergefährdet und machten einen jährlichen Rückbau im Winter bis nach dem regelmäßigen Frühjahrshochwasser erforderlich. Dessen ungeachtet bestand auch zu anderen Jahreszeiten eine langfristig nicht vorhersehbare Gefahr bei Hochwasser nach Starkniederschlägen im Einzugsgebiet der Otava. 1888 schwemmte ein Hochwasser beide Stege sowie die Begrenzungen des Flussschwimmbades fort. In den Jahren 1894 und 1896 rissen erneut Hochwasser beide Stege weg; die vorhandenen Seile und Ketten konnten jedoch ein Fortspülen verhindern. Beim Hochwasser von 1915 blockierten Teile eines fortgerissenen Steges und der Begrenzung des Schwimmbades die Bögen der Steinernen Brücke.
Die vom Píseker Ingenieur Ladislav Hlaváček entworfene Fußgängerbrücke ersetzte die von beiden Ufern zur Insel führenden Holzstege. Nach der Genehmigung des Projekts im Juni 1928 erfolgte die Bauausführung durch den Projektanten. Im Herbst 1929 wurde die genietete Eisenkonstruktion auf Betonpfeilern der öffentlichen Nutzung übergeben. Die letzte Instandsetzung erfolgte 1992. Das Jahrhunderthochwasser von 2002 überstand sie unbeschadet. Sie hat eine Länge von 125 m und ist zweieinhalb Meter breit.